# NGC 6263
NGC 6263 ist eine 14,1 mag helle elliptische Galaxie vom Hubble-Typ E0 im Sternbild Herkules. Sie ist schätzungsweise 467 Millionen Lichtjahre von der Milchstraße entfernt und hat einen Durchmesser von etwa 125.000 Lj.
Das Objekt wurde am 28. Juni 1864 von Albert Marth entdeckt.